# Mario Krohm
Mario Krohm (* 2. Juni 1967 in Lüxheim) ist ein ehemaliger deutscher Fußballspieler. 

## Karriere
Am 14. Februar 1987 gab Krohm sein Profidebüt in der 2. Bundesliga für Alemannia Aachen. 1989 wechselte der Stürmer nach Belgien und kam nach vier Stationen 1994 wieder zurück nach Deutschland zum MSV Duisburg. Hier absolvierte er 1994/95 seine einzigen Bundesliga-Einsätze, um anschließend zum unterklassigen SC Jülich zu wechseln. Wieder ein Jahr später, 1996, ging er zum Bonner SC, mit dem er in die Regionalliga West/Südwest aufstieg. Hier spielte er in der darauffolgenden Saison jedoch nicht für den Aufsteiger, sondern wechselte zum Ligakonkurrenten Alemannia Aachen. Mit Aachen stieg er 1998/99 in die 2. Bundesliga auf, doch auch diesmal verließ er einen Verein nach einem Aufstieg und wechselte zu LR Ahlen, womit er weiterhin in der Regionalliga West/Südwest spielte. 1999/2000 stieg er auch mit diesem Verein auf und diesmal blieb er auch im Folgejahr nach dem Aufstieg, doch nach 21 Toren im Aufstiegsjahr gelang ihm nur ein einziges in der folgenden Saison in 14 Spielen. So wechselte er wieder in die Regionalliga, zum KFC Uerdingen 05, wo er bis 2003 spielte und anschließend seine Karriere beendete.

### Statistik
| Liga          | Spiele (Tore) |
| ------------- | ------------- |
| 1. Bundesliga | 20 (1)        |
| 2. Bundesliga | 63 (8)        |

## Nach der Karriere
Seit einigen Jahren spielt Krohm sowohl für die Traditionsmannschaft von Alemannia Aachen als auch für die Kreis-11 Düren.